# Tadg Ruad mac Toirrdelbaig
Tadg Ruad mac Toirrdelbaig  (mort en 1278)  est  roi de Connacht de 1274 à 1278.

## Origine
Tadg Ruad mac Toirrdelbaig est le fils de Toirrdelbach mac Áeda meic Cathail Chrobdeirg Ua Conchobair le  4e fils d'Áed mac Cathail Ua Conchobair lui même fils aîné de Cathal Crobderg Ua Conchobair

## Règne
Après la mort en 1274 de trois souverains consécutifs: Áed mac Felim Ua Conchobair,  Eógan mac Ruaidrí mac Aeda et Áed mac Cathail Daill;  Tadg mac Toirrdelbach un arrière petit-fils de Cathal Crobderg Ua Conchobair est fait roi de Connacht comme successeur de ses cousins germains les deux derniers souverains
En 1278 le roi Tadg fils de Toirrdelbach fils d'Aed mac Cathail Chrobdeirg, est tué par les fils Cathal Mac Diarmata après un règne de trois années sur le Connach.
La même année Ruaidri fils de Toirrdelbach [O Conchobair], héritier présomptif du Connacht, est tué par Gilla Crist Mag Flannchaid et le
reste des Dartraigi à la frontière de Drumcliff.

## Sources
- (en) T.W Moody, F.X. Martin, F.J. Byrne A New History of Ireland IX Maps, Genealogies, Lists. A companion to Irish History part II . Oxford University Press réédition 2011  (ISBN 9780199593064). « O'Connors Ó Conchobhair Kings of Connacht 1183-1474  » p. 223-225 et généalogie n°28 et 29 (a)  p. 158-159.
- (en) Goddard Henry Orpen (Introduction de Seán Duffy), Ireland under the Normands 1169-1333, vol. III, Dublin, Four Courts Press (réédition), 2005, 633 p. (ISBN 9781846828188), p. 361-376 The Conquest of Connaught 1224-37 & The Sub-infeudation of Connaught, 1237, and Afterwards p.377-393